# Aïn Smara
Aïn Smara är en ort i Algeriet.   Den ligger i provinsen Constantine, i den norra delen av landet, 300 km öster om huvudstaden Alger. Aïn Smara ligger 627 meter över havet och antalet invånare är 28 968.
Terrängen runt Aïn Smara är kuperad åt nordväst, men åt sydost är den platt. Aïn Smara ligger nere i en dal. Runt Aïn Smara är det tätbefolkat, med 411 invånare per kvadratkilometer. Närmaste större samhälle är Constantine, 14,8 km nordost om Aïn Smara. Trakten runt Aïn Smara består till största delen av jordbruksmark.